# Juan P. Goyeneche
Juan Pedro Goyeneche (1813 - 1879) fue un militar uruguayo, apodado «El vasquito». 

## Biografía
Participó de la insurrección dirigida por Venancio Flores contra el gobierno constitucional de Bernardo Prudencio Berro en 1863. 
Fue Jefe Político y de Policía de Montevideo por dos ocasiones, entre noviembre de 1872 y marzo de 1873 y entre marzo de 1876 y marzo de 1879.
- Datos: Q5951744